# Frauenfeld
Frauenfeld (toponimo tedesco) è un comune svizzero di 25 611 abitanti del Canton Turgovia, nel distretto di Frauenfeld; ha lo status di città ed è la capitale del cantone e il capoluogo del distretto.

## Geografia fisica
La città è situata sul fiume Murg, un affluente del Thur.

## Storia
Le prime tracce di insediamento umano sono alcune tombe della cultura di La Tène a est di Langdorf. La strada romana che da Oberwinterthur (Vitudurum) portava a Pfyn passava per l'attuale Allmend a Frauenfeld. A Thalbach e a Oberkirch sono state scoperte due ville romane. Sulle rovine della villa a Oberkirch, fu costruito un cimitero altomedievale, e, nel IX secolo, fu costruita la chiesa di Oberkirch.
Forse a seguito di una donazione reale nel 9° secolo, oppure più probabilmente grazie ad una donazione nel XIII secolo, l'area intorno a Frauenfeld apparteneva al Dinghof (fattoria padronale di proprietà della chiesa o del monastero) di Erching. Erching aveva un maniero, dodici case, almeno un mulino e probabilmente anche una chiesa a Oberkirch.
Nel XIII secolo, Erching formava un complesso padronale autonomo e fu occupato da un Vogt asburgico dopo il 1270. A partire dalla fine del XII secolo, un villaggio si sviluppò ad Erching e un altro intorno alla chiesa di Oberkirch.
Alla fine degli anni 1220, fu costruita una torre fortificata con un mulino e una cappella, e un terzo villaggio cominciò a crescere intorno al castello. Questo villaggio, che sarebbe diventato Frauenfeld, si sviluppò gradualmente su terreni di proprietà dell'Abbazia di Reichenau. La torre fortificata originaria divenne il castello di Frauenfeld.
Frauenfeld viene menzionato per la prima volta nel 1246 con il nome di Vrowinvelt, anche se la sua crescita era stata lenta nel secondo terzo del XIII secolo.[5]
Il villaggio era abitato dalla famiglia cavalleresca degli Hörigen (alleata di Reichnau) e da altre famiglie cavalleresche alleate con gli Asburgo e i Kyburg. Nei tre decenni successivi, diversi cavalieri provenienti dalle terre dei Kyburg adottarono il nome von Frauenfeld. Non è chiaro se gli abitanti del castello di Frauenfeld fossero semplicemente i proprietari aristocratici delle case di Frauenfeld o gli amministratori del baliato di Frauenfeld.
Nel 1286 Frauenfeld viene menzionata per la prima volta come città. Almeno a quella data, era stata integrata nei territori degli Asburgo. La torre fu per molto tempo nelle mani dei Cavalieri di Frauenfeld-Wiesendangen. I retroscena politici, sociali ed economici della nascita della città prima del 1286 non sono chiari. I Kyburg non detenevano diritti di sovranità su Frauenfled, ed è quindi incerto se la città sia stata fondata dai Kyburg con la tacita approvazione di Reichenau, come si era detto in precedenza, o che, come è stato ipotizzato, che il castello e forse un piccolo villaggio circostante siano stati costruiti da un terzo, forse un Toggenburg, di Murkart o di Hagenbuch. Se così fosse, dato che questi ultimi persero territori negli anni 1200 nella bassa valle del Murg (Murgtal), i Kyburg e poi gli Asburgo si espansero nella regione, ed ottennero il controllo dei diritti e del castello di Reichenau.
La città fu integrata nell'Amt asburgico di Kyburg. Nel 1374, gli Asburgo conferirono il diritto di giudizio per tutta la Turgovia (che allora comprendeva San Gallo) al duca di Frauenfeld. Nel XIV secolo il castello divenne il centro amministrativo dell'Amt asburgico di Frauenfeld. Quando gli Asburgo cercarono di consolidare la loro posizione in Turgovia, concessero il castello a una delle famiglie più importanti della nobiltà asburgica, i Landsberger. Questi ultimi mantennero la posizione fino al 1534. Tra il 1415 e il 1442 la città fu sotto l'egida di un governatore provinciale imperiale. Dopo il 1442 tornò temporaneamente sotto il controllo diretto austriaco, poi, nel 1460, la Turgovia (compresa Frauenfeld) fu conquistata dalla Vecchia Confederazione Svizzera.

### Parte della Confederazione
Sotto la Confederazione, Frauenfeld divenne il centro da cui i Confederati gestivano l'intera Turgovia. Tra il 1500 e il 1515 e di nuovo nel 1712, Frauenfeld fu sede della Dieta federale. Dopo il 1499 fu anche sede di un tribunale della Confederazione. Dopo il 1504 la città fu la residenza del governatore della Turgovia, che dopo il 1532 visse nel castello. Con l'aumento dell'importanza della città, le case intorno al castello si trasformarono in una città debolmente fortificata, separata dal castello da un muro e da un fossato. Le case di legno erano raggruppate intorno alle due strade longitudinali e tre strade trasversali, ma mancava una piazza o un altro grande spazio aperto. Il castello, la Niedertor (porta della città) e la Strasshof dominavano l'angolo sud-ovest, mentre la chiesa e la Oberturm (torre superiore) si trovavano nell'angolo nord-ovest. Il cosiddetto Gachnanger Stock si trovava a nord-est, mentre lo Spiegelhof e l'Holdertor (altra porta della città) si trovavano a sud-ovest.
Nel XV secolo la città fu lentamente fortificata, ma nel 1460 le file esterne di case ancora non erano protette da mura. Nel XVI secolo la maggior parte delle case della città erano costruite in pietra. I due incendi della città nel 1771 e nel 1788 distrussero quasi tutte le case, cosicché il volto attuale della città vecchia risale alla fine del XVIII secolo.
La Riforma protestante colpì la città, infatti i cattolici, sebbene in netta minoranza numerica, contribuivano all'amministrazione della città e la loro partecipazione al consiglio comunale non è mai scesa al di sotto del 33%. Le due confessioni (cattolica e protestante) si alternavano nella nomina dei sindaci. Per gli affari ecclesiastici esistevano un Gran Consiglio protestante e uno cattolico, che supervisionavano le due scuole della città. La Chiesa cittadina e la Chiesa di Oberkirch erano inizialmente chiese interconfessionali. Il pastore protestante fu nominato dai protestanti della città dopo il 1537. Tuttavia, solo nel 1645 i protestanti ebbero una chiesa propria.
A partire dal 1712, il raduno degli Eidgenossen svizzeri si svolse alternativamente a Frauenfeld e a Baden. Dal 1742 e fino all'invasione francese e la conseguente caduta della vecchia Confederazione svizzera nel 1798, questo raduno si riunì regolarmente a Frauenfeld.
Nel 1798, la Turgovia fu creata come cantone a tutti gli effetti della Repubblica Elvetica. La nuova costituzione del 1798 stabilì che Frauenfeld fosse la capitale del nuovo cantone, sebbene la scelta fu controversa e furono prese in considerazione anche le città di Weinfelden, Winterthur e Costanza. Frauenfeld alla fine rimase la capitale, ma dal 1832 il parlamento cantonale si riunì a Frauenfeld e Weinfelden, ad alternanza semestrale. Il 25 maggio 1799, Frauenfeld divenne un campo di battaglia quando le forze francesi ed austriache vi si incontrarono. Dopo che la battaglia si risolse nella ritirata di entrambi gli eserciti, gli austriaci vinsero, ma la città fu riconquistata dai francesi nel corso dell'anno.
Nel 1800 fu concessa a chiunque la possibilità di trasferirsi in città e nel 1807 fu aperto a tutti il diritto di diventare cittadini. 
Tra il 1808 e il 1834 furono demolite le mura della città. Nel 1807 fu fondata la società del casinò e nel 1808 fu aperta la società degli uomini d'affari.  Nel 
1810 fu ristabilita l'associazione dei conestabili, dopo la chiusura nel 1798. Nel 1798 fu aperto il Wochenblatt für den Kanton Thurgau (Giornale settimanale del cantone di Turgovia). Nel 1809 cambiò nome in Thurgauer Zeitung, un giornale che viene ancora pubblicato. Tra il 1813 e il 1816, Bernhard Greuter, che aveva fondato una succursale della Islikoner Textilfärberei (fabbrica di tintura tessile di Islikon) a Frauenfeld nel 1805, fece riempire il fossato e creò la passeggiata, simbolo dell'istituzione di un luogo pubblico borghese in città.
Nel 1919 ha inglobato i comuni soppressi di Herten, Horgenbach, Huben, Kurzdorf e Langdorf e nel 1998 quello di Gerlikon e le località di Schönenhof e Zelgli, già frazioni del comune soppresso di Oberwil.

### Simboli
Il leone rappresenta gli Asburgo, che ereditarono il governo della città dai conti di Kyburg; la figura femminile è probabilmente la Vergine Maria, poiché il villaggio si sviluppò nel XIII secolo sui terreni dell'abbazia di Reichenau, di cui la Madonna era la patrona. Gli smalti rosso e bianco sono ripresi dallo stemma del monastero benedettino.
Il più antico sigillo della città conosciuto risale al 1286 e mostra un leone e una donna schiena contro schiena. Con lo Juliusbanner del 1515 prevalse la raffigurazione odierna con le figure rivolte a destra dello scudo (verso sinistra per chi guarda). Il 28 luglio 1943 il consiglio comunale di Frauenfeld approvò lo stemma nella sua forma definitiva.

## Monumenti e luoghi d'interesse
Il castello di Frauenfeld è un esempio di architettura tardo barocca e classica. Il municipio (Rathaus) risale al secondo periodo di importanza di Frauenfeld, nel XVIII secolo.

## Società

### Evoluzione demografica
L'evoluzione demografica è riportata nella seguente tabella:
Abitanti censiti

## Cultura
A Frauenfeld ha sede il quotidiano Thurgauer Zeitung.

## Geografia antropica

### Frazioni
- Gerlikon[6]
  - Bewangen
  - Hungersbühl
  - Teuschen
- Herten[7]
  - Ergeten
  - Griesen
  - Hub
  - Oberherten
- Horgenbach[8]
  - Erzenholz
  - Osterhalden
- Huben[9]
  - Bühl
  - Murkart
  - Neuhausen
- Kurzdorf
- Langdorf
- Schönenhof
- Zelgli

## Infrastrutture e trasporti

### Strade
La città è servita da due uscite sull'autostrada A7 ed è attraversata dalla strada principale 1 e dalla strada principale 14.

### Ferrovie
Frauenfeld è servito dall'omonima stazione, sulla ferrovia Winterthur-Romanshorn, ed è capolinea della linea a scartamento ridotto per Wil. Su quest'ultima ferrovia sono situate anche le stazioni di Frauenfeld Marktplatz e Lüdem.

## Amministrazione
Ogni famiglia originaria del luogo fa parte del cosiddetto comune patriziale e ha la responsabilità della manutenzione di ogni bene ricadente all'interno dei confini del comune.

## Sport
A Frauenfeld ha sede la società hockeistica EHC Frauenfeld.